# Vildkatt
Vildkatten (Felis silvestris) är en art i familjen kattdjur. Den förekommer i stora delar av Europa, västra Asien och Afrika, och är inte samma art som tamkatten (Felis catus). Vildkatten förekom i Skandinavien under bronsåldern, men verkar ha dött ut sedan dess.

## Utseende
Vildkatter har vanligen en kroppslängd (huvud och bål) från 50 till 75 centimeter och en vikt från 3 till 5 kilogram. Mankhöjden är ungefär 35 cm. Svansens längd ligger mellan 21 och 35 cm. Sällan går vikten upp till 8 kg.
Pälsen har en brunaktig färg med svarta strimmor. Den afrikanska typen är ofta lite mindre och har i torra områden vanligtvis ljusare päls. Europeiska vildkatter är gulgrå, gråare på ryggen, men ljusare, nästan krämfärgad på magen med en nästan vit hals. Huvudet har längsränder som möts i nacken och fortsätter längs ryggen. Längs sidorna och ryggen är oftast randiga. I Afrika och Asien varierar pälsens färg mycket. Den är oftast lite rödaktig och även fläckliga former förekommer.

## Ekologi
Vildkatter äter mest gnagare eller andra små däggdjur, men även fåglar, kräldjur, groddjur och insekter. I sällsynta fall jagar vildkatten större byten som harar eller unga antiloper. Liksom tamkatten smyger sig vildkatten fram till bytet.
Individerna lever utanför parningstiden ensamma i sitt revir, vars storlek bestämdes i en studie till cirka 4 km² för afrikanska vildkatter av hankön. Honornas revir är oftast mindre och revir av olika kön överlappar varandra. Territoriets gränser markeras med körtelvätska och urin.
I kallare klimat sker parningen i februari eller mars (sällan redan i januari) och ungarna föds runt två månader (60 till 70 dagar) senare. Fortplantningen i varmt klimat kan ske året runt, men oftast föds bara en kull per år. Per kull föds 1 till 8 ungar (vanligen 3 till 6).
Vildkatten är skygg och undviker att komma för nära människan.

## Taxonomi
Det finns ett stort antal urskiljbara taxa av vildkatt och den delas upp i ett stort antal underarter. Det finns en mängd olika uppfattningar vilka populationer som ska anses vara underarter eller ej och olika taxonomer förhåller sig olika till antal underarter. Främst delar man upp underarterna i tre huvudgrupper: Afrikanska, Europeiska och Asiatiska.
Tidigare har tamkatt kategoriserats som en underart till vildkatt, med taxonet Felis silvestris catus, men idag räknas den som den egna arten Felis catus, härstammande från den nubiska falbkatten.
Följande lista följer standardverket Mammal Species of the World (2005):
- Afrikanska underarter
  - Felis silvestris cafra (södra Afrika)
  - Felis silvestris foxi (västra Afrika)
  - Felis silvestris griselda (Centralafrika)
  - Falbkatt eller Afrikansk vildkatt (F. s. lybica) (Nordafrika)
  - Felis silvestris ocreata (Östra Centralafrika)
  - Felis silvestris mellandi (Västra Centralafrika)
  - Felis silvestris ugandae (Uganda)
- Asiatiska underarter
  - Felis silvestris caudata (området runt Kaspiska havet)
  - Felis silvestris iraki (Irak)
  - Asiatisk vildkatt eller indisk ökenkatt (F. s. ornata) (Indien till Iran)
  - Felis silvestris chutuchta (södra Gobi)
  - Felis silvestris vellerosa (sydöstra Mongoliet)
- Europeiska underarter
  - Felis silvestris cretensis (Kreta) (utdöd)
  - Felis silvestris caucasica (Kaukasus och  Turkiet)
  - Felis silvestris grampia (norra och västra Skottland)
  - Felis silvestris jordansi (Balearerna)
  - Felis silvestris reyi (Korsika) (förmodligen utdöd)
  - Europeisk vildkatt (F. s. silvestris) (Europa)
- Underarter vars utbredning är okänd för författaren:
  - Felis silvestris gordoni
  - Felis silvestris haussa
  - Felis silvestris nesterovi
  - Felis silvestris rubida
  - Felis silvestris tristrami
  - Felis silvestris brockmani